# Окфен
Окфен (нем. Ockfen) — община в Германии, в земле Рейнланд-Пфальц. 
Входит в состав района Трир-Саарбург. Подчиняется управлению Саарбург.  Население составляет 618 человек (на 31 декабря 2010 года). Занимает площадь 2,46 км².